# Антоненко, Фёдор Фёдорович
Фёдор Фёдорович Антоненко (род. 10 февраля 1951 года) — российский хирург, специалист в области детской хирургии, член-корреспондент РАМН (2005), член-корреспондент РАН (2014).
В 1974 году — окончил Владивостокский государственный медицинский университет, специальность «Лечебное дело».
В 1979 году — защитил кандидатскую диссертацию в Московском научно-исследовательском институте педиатрии и детской хирургии.
В 1995 году — защитил докторскую диссертацию в Научно-исследовательском институте педиатрии Российской академии медицинских наук.
С 2000 по 2005 годы — декан и председатель ученого совета педиатрического факультета ВГМУ.
В 2005 году — избран членом-корреспондентом РАМН.
В 2014 году — стал членом-корреспондентом РАН (в рамках присоединения РАМН и РАСХН к РАН).